# Mystrocneme sectum
Mystrocneme sectum är en fjärilsart som beskrevs av William James Kaye 1911. Mystrocneme sectum ingår i släktet Mystrocneme och familjen björnspinnare. Inga underarter finns listade i Catalogue of Life.